# Neue Helvetische Gesellschaft

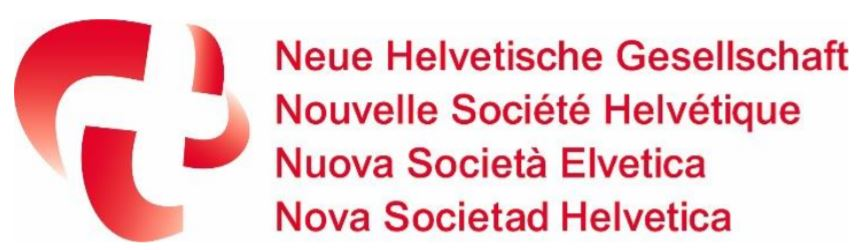

Die Neue Helvetische Gesellschaft (NHG) ist eine 1914, kurz vor dem Ausbruch des Ersten Weltkriegs, gegründete überparteiliche schweizerische Vereinigung, die mit dem Ziel gegründet wurde, die innerhelvetischen Differenzen zwischen Deutsch- und Westschweiz zu überwinden, die staatliche Eigenständigkeit und den inneren Frieden zu erhalten und allgemein gegen den Materialismus zu kämpfen. In den 1930er Jahren setzte sie sich für eine nationale Erneuerung ein. Seit die Ortsgruppe Graubünden nach dem Jahr 2011 inaktiv wurde, sind innerhalb der NHG acht regionale Gruppen in der Deutsch- und Westschweiz aktiv, die mit der Coscienza Svizzera in der italienischen Schweiz assoziiert sind.

## Geschichte
1912 riefen Robert de Traz, Alexis François und Gonzague de Reynold mit dem Manifest Pro helvetica dignitate ac securitate zur Bildung der Gesellschaft auf, die 1914 in Bern gegründet wurde. In der Folge entstanden zahlreiche Gruppen in Lausanne, Neuenburg, Zürich und in vielen anderen Orten der Schweiz sowie im Ausland, etwa in Berlin, Paris und London.
Der Name der Gesellschaft knüpfte bewusst an die Helvetische Gesellschaft an, als deren Nachfolgerin sie sich sah. Diese trug von 1761 bis 1858 zur Stärkung der Eidgenossenschaft und zur Bildung des Bundesstaates von 1848 bei.
Die Gesellschaft hatte sich seit ihrer Gründung mehrere Ziele gesetzt, so die Förderung der Mehrsprachigkeit, die Erhaltung des nationalen Erbes und der Eigenart der Landesteile. Sie wurde vor allem von Literaten, Journalisten und Akademikern vorwiegend aus der Romandie sowie von Deutschschweizer Unternehmern und Politikern unterstützt und wurde durch eine Rede des Dichters Carl Spitteler 1914 mit dem Titel Unser Schweizer Standpunkt landesweit bekannt. Ab 1918 konnten auch Frauen Mitglieder der Gesellschaft werden.
1920 lancierte die Gesellschaft eine Kampagne für den Beitritt der Schweiz zum Völkerbund. Sie stand der Neuen Front zu Beginn der 1930er Jahre positiv gegenüber. 1952 unterstützte sie eine Volksinitiative des Schweizerischen Bundes für Naturschutz unter der Bezeichnung Schutz der Stromlandschaft und Verleihung Rheinau zur Erhaltung des Rheinfalls (und Verhinderung des Kraftwerks Rheinau) unter Federführung von Emil Egli, die von 49 angesehenen Schweizer Bürgern, darunter Hermann Hesse und Carl Jacob Burckhardt, unterzeichnet, vom Stimmvolk jedoch mit 68,8 % Neinstimmen abgelehnt  wurde.
Die Neue Helvetische Gesellschaft fusionierte 2007 mit der Rencontres Suisses-Treffpunkt Schweiz (RS-TS) und nennt sich seither Neue Helvetische Gesellschaft-Treffpunkt Schweiz (NHG-TS). Rencontres Suisses (RS) war 1945 nach dem Zweiten Weltkrieg mit dem Ziel gegründet worden, den Zusammenhalt des Landes in einer für Europa unruhigen Zeit zu stärken. 1999 fusionierte RS mit der jüngeren Organisation «Agir pour demain» zu Rencontres Suisses – Treffpunkt Schweiz (RS-TS).
Die NHG-TS verleiht seit dem 250. Jahrestag der Gründung der Helvetischen Gesellschaft den Demokratiepreis. Dabei sollen «mindestens alle zwei Jahre […] besondere Verdienste, innovative Beiträge zum Funktionieren der rechtsstaatlichen Demokratie» ausgezeichnet werden.
Aus der Neuen Helvetischen Gesellschaft wurden Projektideen heraus getragen und führten unter anderem zur Gründung des Campus für Demokratie. oder schon zwei Jahre nach der Gründung der NHG im Jahre 1916 zur Gründung der Auslandschweizer-Organisation.